# Église Saint-Laurent de Marseille
Pour les articles homonymes, voir Église Saint-Laurent.
L’église Saint-Laurent est une église de style roman provençal située 16 esplanade de la Tourette, dans le 2e arrondissement de Marseille à proximité du fort Saint-Jean, sur une butte à laquelle elle a donné son nom. Elle est la paroisse des pêcheurs de Marseille.

## Situation géographique
Implantée sur la butte Saint-Laurent - appelée aujourd’hui « La Tourette » -, cette église devait se trouver à proximité du château Babon. Des fouilles pratiquées dans les environs ont montré l’existence d’un habitat grec du début de la fondation de la cité phocéenne. En 1952 fut découvert au pied de la butte un chapiteau ionique archaïque utilisé en réemploi, ce qui laisse supposer l’existence d’un sanctuaire, peut-être un temple d’Apollon, sans qu’on puisse en préciser l’implantation exacte, rien ne permettant d’affirmer que l’église Saint Laurent ait été construite sur son emplacement. Ce chapiteau ionique est exposé au Musée d'histoire de Marseille.

## Historique
En 870, l'évêque Babon fait construire une enceinte fortifiée pour protéger la ville après les pillages sarrasins de 838, et de 842, des razzias faisant suite à la Conquête musulmane de la péninsule Ibérique. À la fin du XIIe siècle ou au début du XIIIe siècle, la stabilité économique et politique enfin reconquise, l'église Saint-Laurent est édifiée à cet emplacement, en pierre de taille rose en provenance du cap Couronne.
En 1249, sous l’épiscopat de Benoît d'Alignan, l’église de Saint-Laurent devient la quatrième paroisse de Marseille avec la Major, les Accoules et Saint-Martin. Le bâtiment a été remanié au XVIIe siècle à ses deux extrémités. Au début du XVIIe siècle, l’abside a été reconstruite pour la réalisation du clocher octogonal auquel on accède par un escalier hélicoïdal établi dans une tourelle. À l’autre extrémité, à l’ouest, une travée a été supprimée en 1668 lors de la construction du fort Saint-Jean. La porte principale qui se trouvait sur cette façade Ouest, fut transportée sur le côté Sud.
Le 10 août 1720, en pleine épidémie de peste, l’évêque de Marseille, Mgr de Belsunce célèbre une messe devant la porte de cette église entourée des patrons pêcheurs et des calfats. Construite au cœur du quartier des pêcheurs, les sanjanen, elle devient leur paroisse au milieu du XIIIe siècle. Pendant la Révolution le vicaire Bouzon dut remettre le 11 janvier 1794 l’inventaire du mobilier et de l’argenterie de l’église. Tout ce qui était en cuivre ou argent fut envoyé le 3 mars 1794 à l’atelier des monnaies pour y être converti en lingots. L’église est fermée pour être utilisée comme entrepôt de matériel militaire jusqu’à sa réouverture en 1801. En 1943, cette église a échappé à la destruction par dynamitage des vieux quartiers du vieux port par l’occupant allemand, mais a été fortement ébranlée par les explosions. Le curé a fait sonner le glas pendant la destruction du quartier.
L’église Saint-Laurent est de style romano-provençal, simple et sans transept. La nef et les bas-côtés se terminent à l’Est par une abside et des absidioles. L’absence de tout décor sculpté ne peut que faire penser au dépouillement des « trois sœurs provençales » les abbayes cisterciennes du Thoronet, Sénanque et Silvacane. On notera une statue de la Vierge en bois polychrome et une statue de saint Laurent en bois doré de la fin du XVIIIe siècle. La chapelle du baptistère est actuellement non-visible dans l’attente d’une restauration, le baptistère lui-même du XVIIe siècle se trouve dans l'église de la Mission de France également à Marseille.
La chapelle du baptistère est classée au titre des monuments historiques par arrêté du 6 octobre 1921 alors que l'église est classée par arrêté du 13 septembre 1950.
Jusque dans les années 1980, l'abbé Victor Party, curé de la paroisse, avait l'habitude à l'issue de la messe dominicale de laisser un groupe folklorique  donner un récital de musique provençale sur le parvis de l'église Saint-Laurent. L'abbé Party apparaît dans son propre rôle dans les films de Marcel Pagnol.

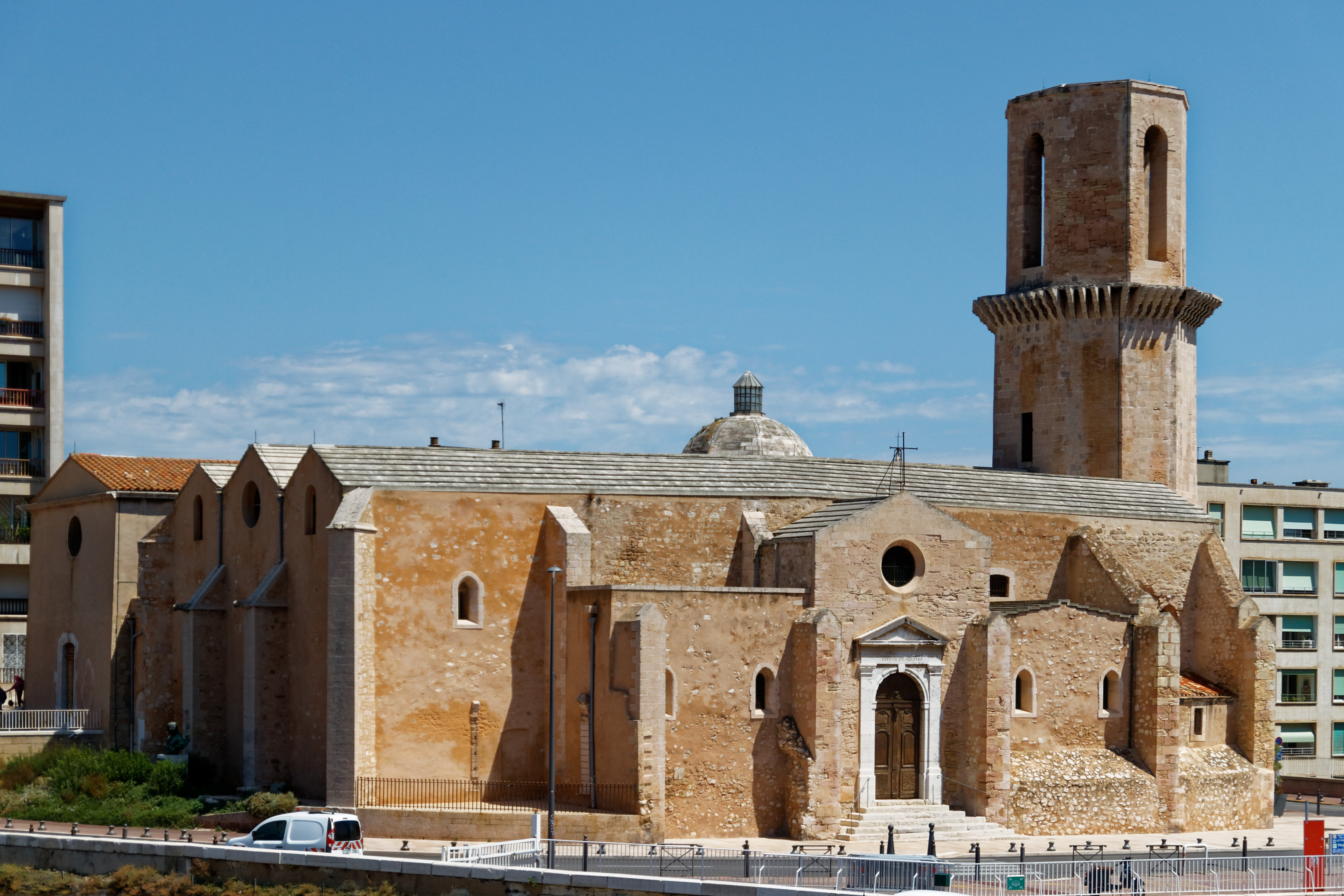
Vue du fort Saint-Jean.
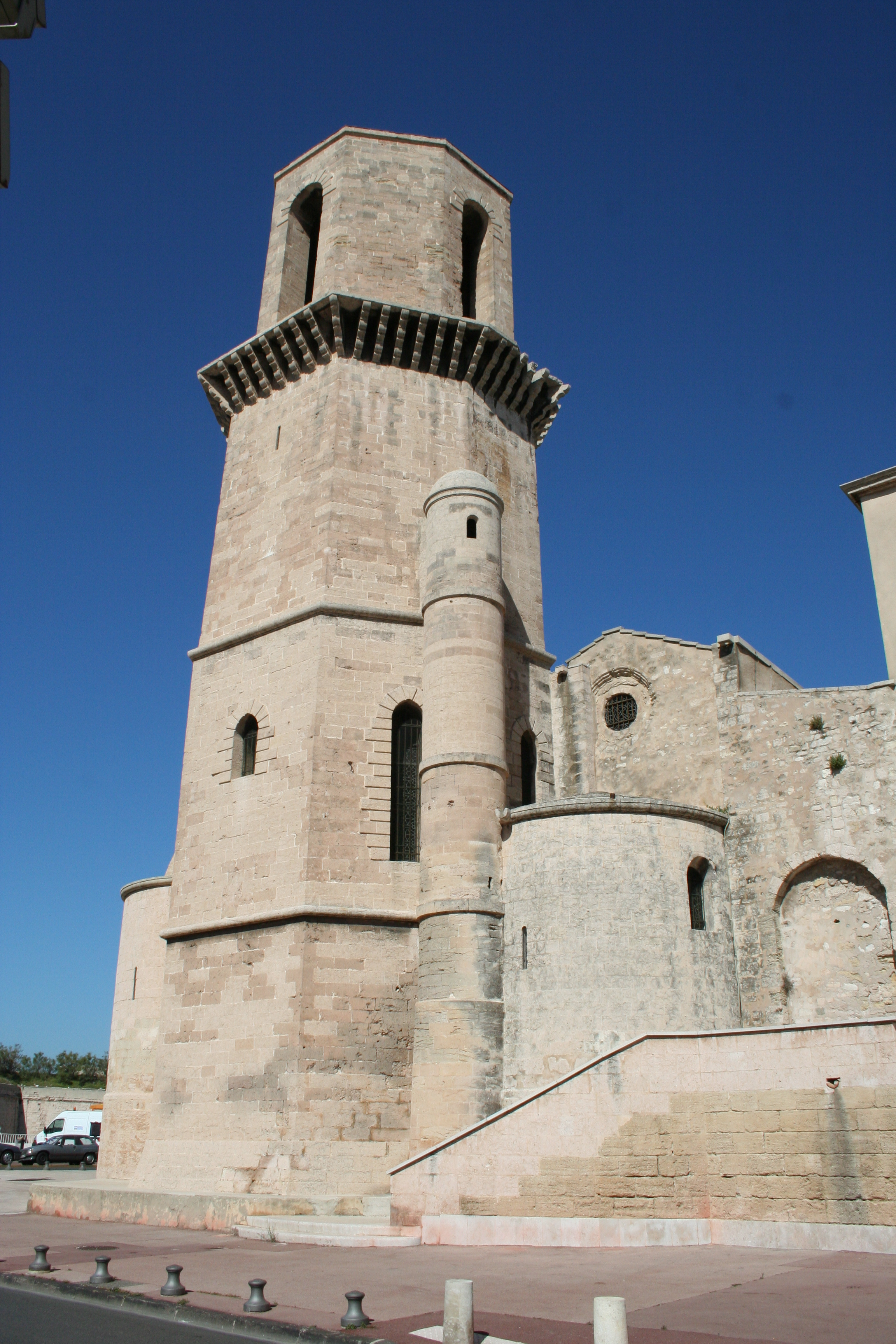
Vue Ouest.
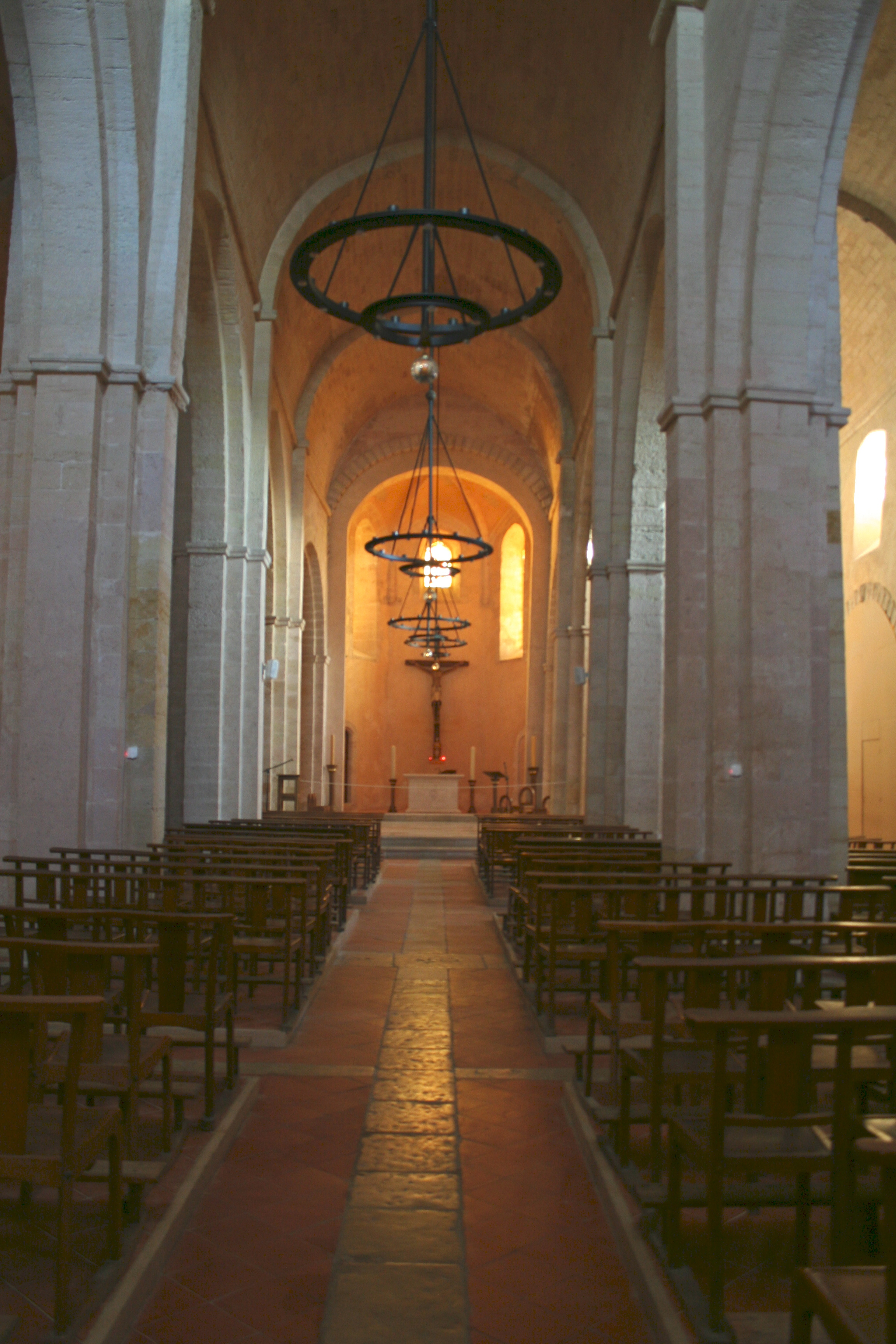
Nef.
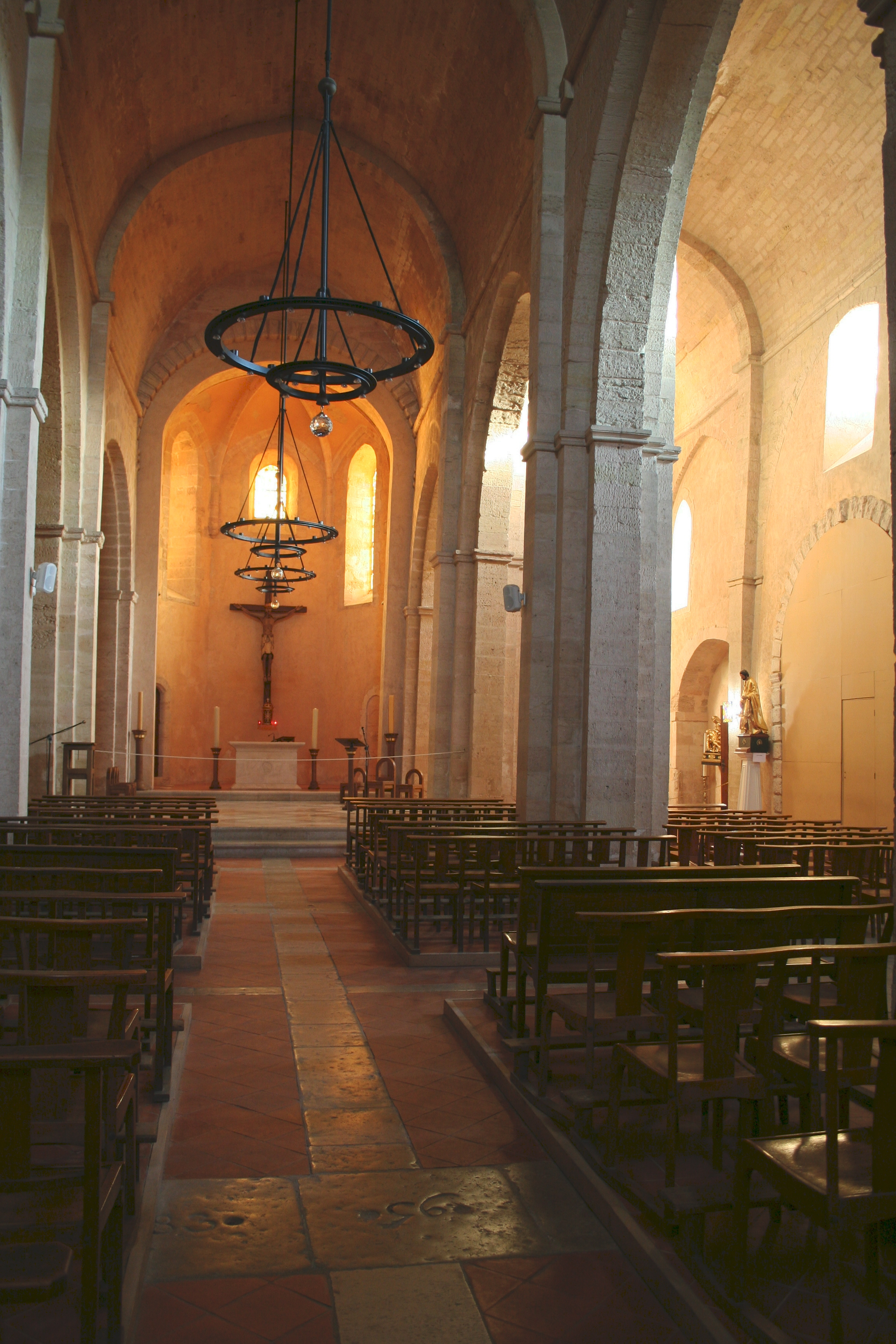
Nef et bas-côté.
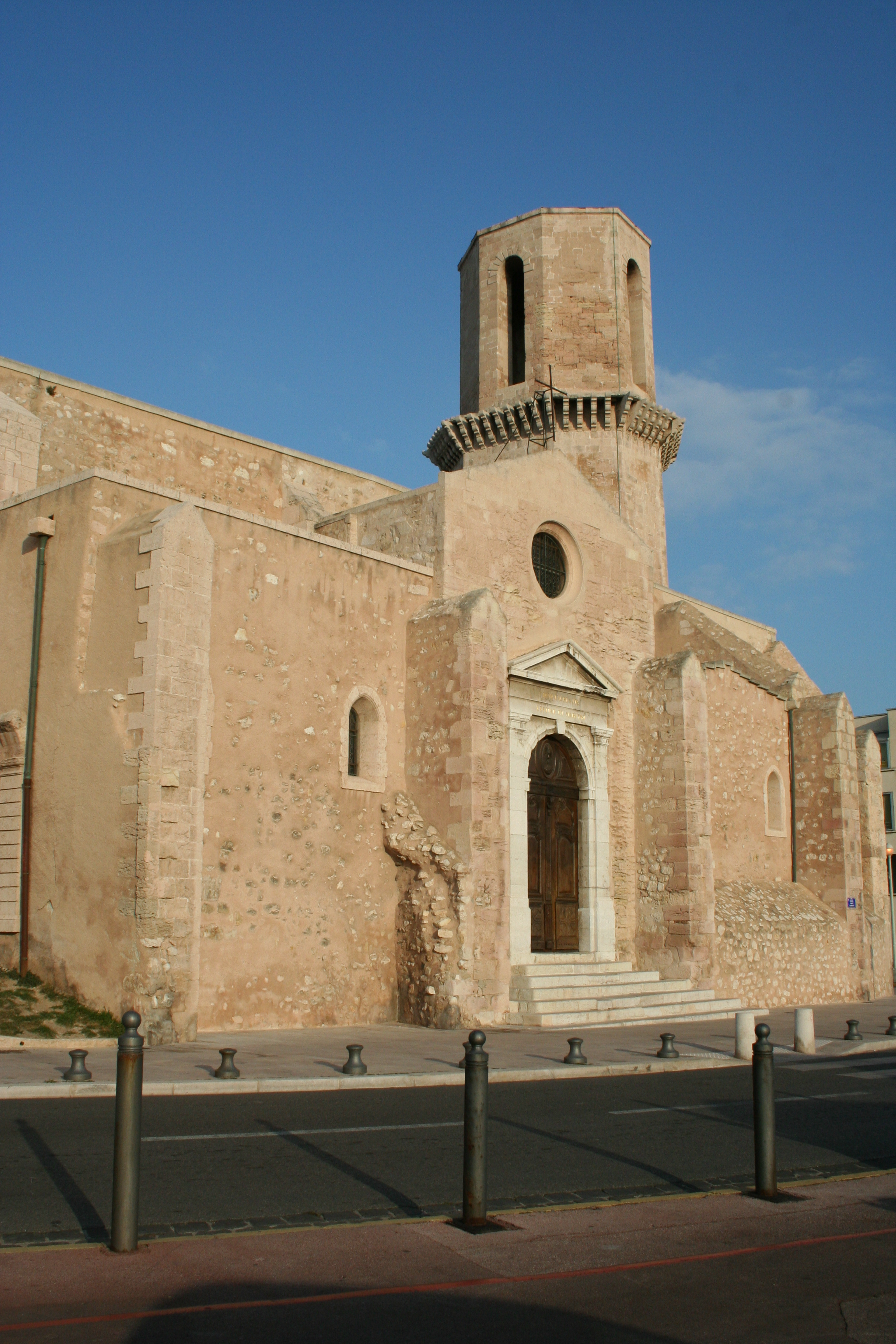
Entrée de l'église.